# Nehemias Morillo
Nehemias Morillo Lajara (Santiago de los Caballeros, Santiago, 21 de agosto de 1992) es un jugador de baloncesto dominicano que actualmente juega con Indios de San Francisco de Macorís de la Liga Nacional de Baloncesto de la República Dominicana. Su altura es 1,96 metros (6 pies y 5 pulgadas) y juega en la posición 2 de escolta. También representa a la República Dominicana en las competiciones internacionales.

## Trayectoria deportiva

### Universidad
Morillo jugó dos temporadas para la Monroe College ubicada en el Bronx, Nueva York. En su primera temporada como "freshman" en 2012-13, promedió 6,0 puntos y 3,0 asistencias por partido. En su segunda temporada como "sophomore" en 2013-14, Morillo incrementó sus estadísticas personales promediando 12,2 puntos y 4,0 asistencias por partido, siendo nombrado en el segundo mejor quinteto de la Región 15 de la National Junior College Athletic Association. Además, Morillo fue nombrado Co-MVP del equipo de los Mustangs.
El 2 de mayo de 2014, Morillo firmó una carta de intención para jugar baloncesto con los Bulls de la Universidad del Sur de la Florida. El Entrenador de los Bulls Orlando Antigua dijo: "Nohemias es un ala versátil muy largo que puede jugar en varias posiciones. Él es un experto, agresivo y atlético. Estamos muy contentos de que se una a nuestra familia".

### Profesional
En junio de 2016, Morillo se unió a los Metros de Santiago de la Liga Nacional de Baloncesto. El 2 de junio de 2016 hizo su debut como profesional en la victoria de los Metros sobre los Indios de San Francisco de Macorís por 86-78. En 13 minutos de acción anotó 8 puntos y capturó 5 rebotes.
Disputó la Liga Sudamericana de Baloncesto 2023 como parte del equipo paraguayo Deportivo San José.

## Selección nacional
Morillo fue convocado a la selección de baloncesto de República Dominicana en diversas ocasiones, llegando a disputar el torneo de baloncesto de los Juegos Panamericanos de 2015.